# El Puerto Records
El Puerto Records ist ein deutsches Musiklabel, das 2014 in Gerstetten bei Ulm von Bernd Stelzer und Torsten Ihlenfeld gegründet wurde. Das Hauptaugenmerk des Labels liegt dabei auf Rock / Hard Rock / Heavy Metal. Der Vertrieb erstreckte sich anfangs über Europa (Soulfood Music) und Nordamerika (Soulfood-Amped). 2022 wechselte man den Vertrieb zu Gunsten von Edel Music und Kontor New Media.

## Geschichte
Die Anfänge von El Puerto Records gehen auf das Jahr 2011 zurück, als sich Stormwitch-Gründer Harald Spengler (alias Lee Tarot) mit den Mitgründern Stefan Kauffmann (Gitarre) und Peter Langer (Schlagzeug) zusammentat, um neue Songs aufzunehmen. Nach dem Tod Harald Spenglers 2013 entschied man sich, Spenglers musikalisches Vermächtnis unter dem Namen Witchbound weiterzuführen. Dies wurde 2015 dann auch die erste Veröffentlichung von El Puerto Records. Es folgten 2016 die Releases von „The Phans“ (Vintage Rock) und Stepfather Fred (Alternative Rock), zweier Bands aus dem süddeutschen Raum, die dem Label vor allem auf Grund ihrer Live-Qualitäten aufgefallen waren.
Mit dem Einstieg von Matt Bischof für den Bereich Promotion begann eine zunehmende Internationalisierung des Labels. Mit dem amerikanischen Sänger David Reece (ex-Accept) und seinen Sainted Sinners (u. a. mit Frank Pané (Bonfire) und Ferdy Doernberg) schloss sich 2016 ein weiterer großer Name dem Label an. 2017 übernahm man den Europa Vertrieb von Beasto Blanco um Alice-Cooper-Bassist Chuck Garric und Calico Cooper, der Tochter von Alice Cooper. Ein Debüt von Souldrinker um Mystic-Prophecy-Gitarrist Markus Pohl erfolgte im selben Jahr. Die zunehmende Beachtung in der Musikszene führte dazu, dass sich 2018 größere und erfahrenere Bands dem Label anschlossen: Undertow  sowie die deutsche Thrash-Metal-Band Necronomicon. Mit den Italiern Alight und den Schweizern Bloodlost stießen weitere Bands hinzu. Das Jahr rundeten Mission in Black und Ginger Red ab. Zum Jahreswechsel 2019 gesellten sich dann Bodo Schopf (Drummer vom Michael Schenker und The Sweet) und David Readman (Pink Cream 69, Voodoo Circle, Almanac) mit Pendulum Of Fortune und Dark Blue Inc. u. a. mit Frank Pané (Bonfire), Göran Edman (Ex-Malmsteen), Hal Patino (Maryann Cotton, Ex-King Diamond, Ex-Pretty Maids). Letztere konnten mit einem Gastauftritt von Ian Paice (Deep Purple) auf der Debüt-CD aufwarten. Die Ausrichtung der Labels, sowohl Bands aus der unmittelbaren Region zu verpflichten als auch international aufzutreten, sorgte dafür, dass sich 2019 weitere internationale Acts dem Label anschlossen: Nightqueen aus Belgien sowie erstmals eine Band aus Australien - Envenomed. Im Sommer 2019 kamen mit den Österreichern Garagedays und den Sons Of Sounds aus dem Raum Karlsruhe noch ein weiterer alter Bekannter dazu: David Reece kehrte nach einem kurzen Intermezzo zu El Puerto Records zurück, um dort seine Solokarriere weiter zu führen, sowie die dänisch / US Combo Maryann Cotton. Ebenfalls aus Dänemark: Phonomik. Aber auch 2020 ging die Expansion weiter. Aus Sibirien stieß Welicoruss dazu, gefolgt von zwei deutschen Metalbands (Scorged - Saarland, Red To Grey - Bayern). Mit Last Days Of Eden (Symphonic Metal) und Dieversity (Melodic Death Metal) zeigte das Label in den Folgejahren seine Vielseitigkeit. 2022 wurde dann der Entschluss gefasst, sich vor allem digital besser aufzustellen. Man entschied sich zu einem Wechsel zu Edel Music und Kontor New Media (digital), der weitere namhafte Bands wie Emerald Sun, Dawn of Destiny, Crossplane, Dezperadoz und Vanish sowie die Newcomer Dying Phoenix ermöglichte. 2023 begann mit einem Paukenschlag als sich Dispyria mit Zak Stevens (Ex-Savatage), Ralf Scheepers (Primal Fear) und Carsten „Lizard“ Schulz sowie The Revenants (mit Michelle Darkness / End Of Green) und Pontillo and The Vintage Crew (Gianni Pontillo / Victory) dem Label anschlossen. Zudem erschienen die Powermetal-Alben von Elvenpath, Generation Steel und Stormage unter dem Piratenbanner. 2024 startete mit den Signings der Finnen Lost in Grey, sowie My Merry Machine und dem Comeback der Pussy Sisster. Ferner schlossen sich Aeva Maurelle und Ancient Curse dem Piraten Label an.

## Bands
- Aeva Maurelle (DE)
- Alight (IT)
- Ancient Curse (DE)
- Beasto Blanco (US)
- Blind the Eye (PT)
- Bloodlost (CH)
- Crossplane (DE)
- Dark Blue Inc. (DE, SE, DK)
- Dawn of Destiny (DE)
- Dezperadoz (DE)
- Dieversity (DE)
- Dispyria (DE)
- Dust & Bones (DE)
- Dying Phoenix (DE)
- Elvenpath (DE)
- Emerald Sun (GR)
- Envenomed (AU)
- Garagedays (AT)
- Generation Steel (DE)
- Ginger Red (DE)
- Last Days of Eden (ES)
- Lost in Grey (FI)
- Maryann Cotton (US/DK)
- Mean Streak (SE)
- Mission in Black (DE)
- My Merry Machine (DE)
- Necronomicon (DE)
- Nightqueen (BE)
- Pendulum of Fortune (DE)
- Phonomik (DK)
- Pontillo and the Vintage Crew (CH)
- Pussy Sisster
- Red to Grey (DE)
- Reece (US)
- Sainted Sinners (US, DE, HU)
- Scorged (DE)
- Sons of Sounds (DE)
- Souldrinker (DE)
- Stepfather Fred (DE)
- Stormage (DE)
- The Phans (DE)
- The Revenants (DE)
- Undertow (DE)
- Vanish (DE)
- Welicoruss (RU)
- Witchbound (DE)